# Unicasa
Unicasa é uma corrente de supermercados de Venezuela com base em Caracas. Tem 30 lojas em 30 cidades de Venezuela o que a faz a terceira corrente de supermercados desse país, está dirigida a diferentes estratos sociais.
Supermercados Unicasa nasce o 1 de novembro 1982 produto da fusão de 10 lojas independentes, a variação em seu logotipo tem sido mínima, passou de ser vermelho a vinotinto e sobrepôs-se a palavra Supermercados por Unicasa. A companhia conta com mais de 3.000 empregados. Seus competidores directos são Central Madeirense e Abasto Bicentenario.